# Нежинский юридический лицей
Нежинский лицей князя А. А. Безбородко — высшее учебное заведение в городе Нежине, открытое в память канцлера Российской империи светлейшего князя А. А. Безбородко. Существовал под разными названиями в 1820—1875 годах. Впоследствии — Нежинский историко-филологический институт князя А. А. Безбородко, ныне — Нежинский государственный университет имени Н. В. Гоголя.

## Гимназия высших наук (1820—1832)

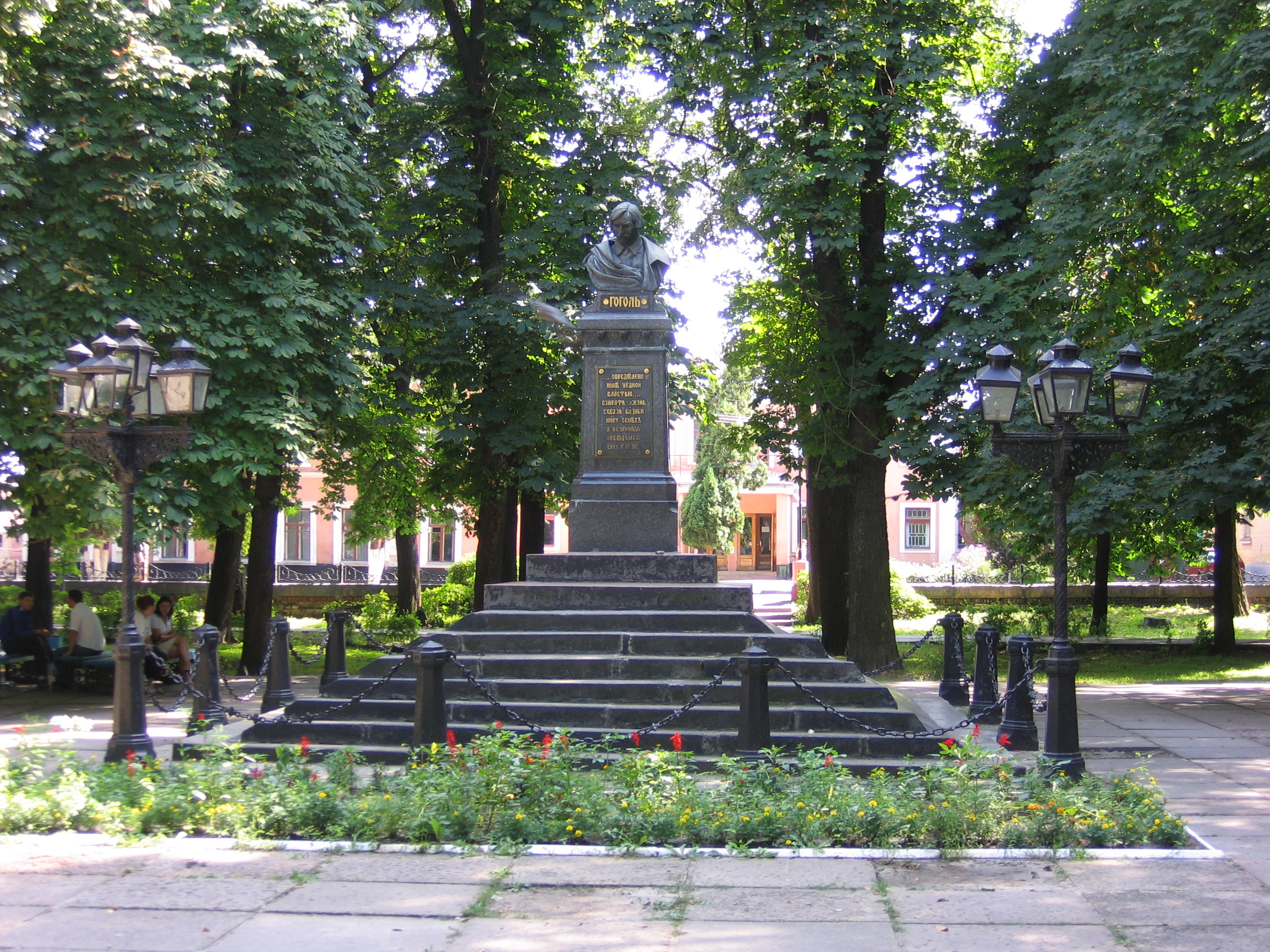
Памятник Н. В. Гоголю в городском сквере

Первые шаги по основанию гимназии были сделаны графом И. А. Безбородко. В 1805 году было получено высочайшее разрешение императора Александра I на её открытие. Гимназия получила название Гимназии высших наук князя Безбородко, потому что основные средства, предполагавшиеся для её содержания шли из капитала в 210 000 рублей, завещанного канцлером Российской империи князем А. А. Безбородко. В дополнение к ним И. А. Безбородко пожертвовал «место с садом», в котором должно было разместиться здание гимназии, и дополнительные денежные средства (ежегодно по 15 000 рублей). Однако, открытие гимназии тогда так и не состоялось.
Гимназия была открыта пятнадцатью годами позднее, уже после смерти графа И. А. Безбородко, на пожертвованные им для этой цели средства, его внуком, графом А. Г. Кушелевым-Безбородко. Высочайший рескрипт об основании гимназии был подписан императором Александром I 19 апреля (1 мая) 1820 года. Устав гимназии был утверждён только 27 июня 1824 года, а грамота об учреждении — 19 февраля 1825 года; однако занятия начались 4 сентября 1820 года (по другим сведениям — 4 августа).
Целью гимназии было дать малороссийским дворянам «удобность при воспитании их детей в благочестивых правилах, приобресть сведения в языках и общих науках».
Срок обучения в гимназии устанавливался 9-летним и был разбит на разряды по три класса в каждом. Выпускники гимназии в зависимости от успехов в учёбе имели право на чин XII (для «кандидатов») или XIV (для «действительных студентов») классов по «Табели о рангах». Аттестаты, выдававшиеся гимназией, обладали «равной силой» с аттестатами университета и освобождали «получивших оные от испытания для производства в высшие чины».
Устройство гимназии было очень схоже с созданным чуть ранее в Ярославле Демидовским училищем.
Предметами преподавания были: закон Божий, древние языки, русский, немецкий и французский языки, математика, история и география, словесность российская и древних языков, философия, право естественное и народное, технология с химией, естественная история, государственное хозяйство, финансовая наука, римское право с его историей, русское гражданское и уголовное право и судопроизводство.
Состав учащихся был определен следующим:
- 24 воспитанника на счет Безбородко;
- 3 — из детей военных чиновников;
- вольные пансионеры в количестве не более 150 учащихся;
- приходящие слушатели.

1820
Гимназии в дар принесено: правительством — 28 книг; почётным попечителем — 2610 томов и 20 тысяч рублей на физический кабинет и первоначальное обзаведение.
Первым директором гимназии был В. Г. Кукольник (1820—1821)
Преподавателей — 2; учащихся: в пансионе — 17 (все — дворяне).
1821
Гимназии в дар принесено: частными лицами — 513 книг.
С 1 ноября директором стал И. С. Орлай (до 1826).
Преподавателей — 9; учащихся: в пансионе — 44 и приходящих — 13 (все — дворяне).
1822
Гимназии в дар принесено: правительством — 46 книг; частными лицами — серебряная большая медаль на заключение мира России с Оттоманскою Портою 1791 г., а также 90 книг.
Преподавателей — 9; учащихся в пансионе: из дворян — 56, из греков — 6 и приходящих учащихся: из дворян — 49, из разночинцев — 4, купцов — 1, мещан — 6.
1823
Гимназии в дар принесено: правительством — 19 книг; почётным попечителем — 34 книги, 5 географических карт, 8 хронологических исторических таблиц, 78 оригиналов для рисования, серебряная медаль на открытие торговли по Балтийскому морю и разные отливки греческих древних сосудов, минералогический кабинет из 642 минеральных штуфов; разными лицами — 154 книги.
Преподавателей — 23; учащихся в пансионе: из дворян — 71, из греков — 6 и приходящих учащихся: из дворян — 57, разночинцев — 4, купцов — 3, мещан — 7, греков — 7, казаков — 1. Всего учащихся — 156.
1824
Гимназии в дар принесено: правительством — 17 книг; частными лицами — 55 книг и 13 географических карт.
Преподавателей — 16; учащихся в пансионе: из дворян — 71, из греков — 6 и приходящих учащихся: из дворян — 98, разночинцев — 6, купцов — 4, мещан — 7, греков — 9, казаков — 1. Всего учащихся — 202.
Число учащихся росло в основном за счёт вольноприходящих учеников. Первый выпуск состоялся в 1826 году. В 1827 году было выпущено кандидатами — 3. В 1828 году выпущено: кандидатами — 5, действительными студентами — 5.
| - Божко, Андрей Андреевич (кандидат) - Марков, Владимир Михайлович (кандидат) | - Котляревский, Александр Андреевич (кандидат) - Бороздин, Яков Корнилович (кандидат) - Котляревский, Егор Андреевич (кандидат) | - Гоголь-Яновский, Николай Васильевич (действ. студент) - Григоров, Николай Петрович (действ. студент) - Миллер Николай Николаевич (действ. студент) | - Данилевский, Александр Семёнович (действ. студент) - Котляревский Николай Андреевич (действ. студент) | - Сушков, Иван - Риттер, Михаил |

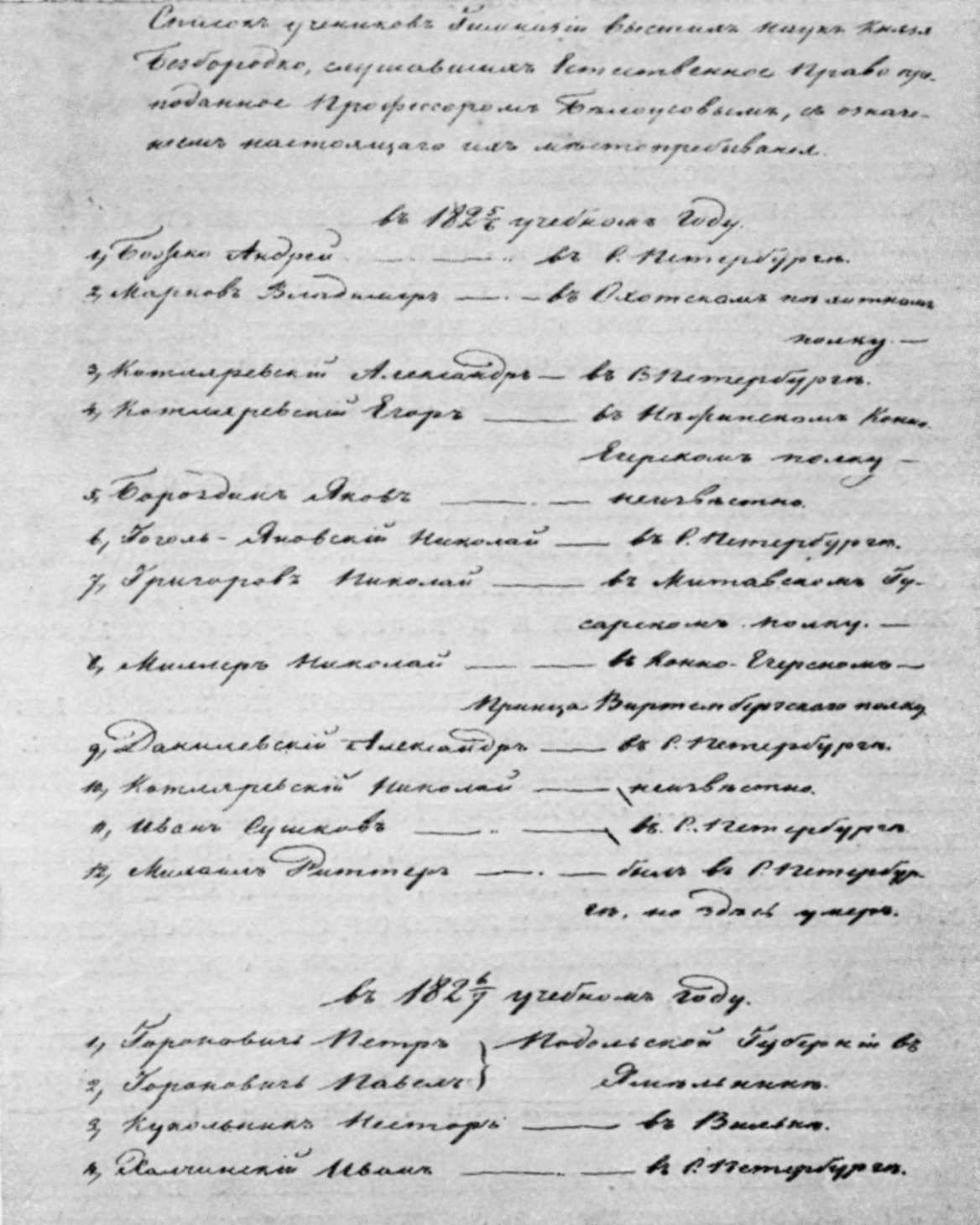
«Гоголевский» выпуск

Третьим директором стал Д. Е. Ясновский (1827—1835).
Среди выдающихся преподавателей гимназии были профессор юридических наук Н. Г. Белоусов (с мая 1825), профессор математических наук К. В. Шапалинский, профессор французской словесности И. Я. Ландражин, профессор немецкой словесности Фёдор Иосифович (Фридрих-Иосиф) Зингер, младший профессор естественных наук Н. Ф. Соловьев и другие (первые четверо в ноябре 1830 года были уволены после расследования «Дела о вольнодумстве»). Латинский язык преподавал в 1825—1829 годах И. Г. Кулжинский.
В гимназии учились: П. Г. Редкин (1820—1826), В. В. Тарновский (? — 1826), В. И. Любич-Романович (? — 1826), В. Н. Забелла (1822—1825), К. М. Базили (1822—1827), П. А. Лукашевич, Н. В. Гоголь (1821—1828), А. С. Данилевский (1822—1828), Н. В. Кукольник (1821—1829), Н. Я. Прокопович (1821—1829), И. Д. Халчинский (? — 1829), А. Н. Мокрицкий (1824—1830), А. Л. Гинтовт (?—1830), Е. П. Гребёнка (1825—1831), Н. И. Билевич (1827—1830), В. К. Каминский (?—1831), А. Н. Бородин (?—1831), В. Ф. Домбровский (?—1831), А. П. Рославский-Петровский (1828—1833), Я. П. Бальмен (1830—1832), Л. П. Рудановский (1826—1832), Е. В. Гудима (? — 1832; будущий директор Нежинского лицея), А. Л. Савицкий (? — 1832), И. В. Лашнюков (1844—1847; будущий профессор истории НЮЛ).
В конце 1820-х годов в гимназии возникли беспорядки и началось разбирательство дела о вольнодумстве некоторых профессоров, что послужило причиной её преобразования в 1832 году в физико-математический лицей.

## Нежинский физико-математический лицей (1832—1840)
Согласно новому уставу, утверждённому 7 (19) октября 1832 года, гимназия была переименована в физико-математический лицей. При этом гимназические классы были постепенно (к 1837 году) закрыты и оставлены только три высших.
Штат лицея состоял из 6 профессоров, преподававших математику и прикладную математику, физику, химию и технологию, русскую словесность, естественную историю, русскую историю со статистикой, двух лекторов по французской и немецкой литературе и законоучителя, преподававшего Закон Божий. Профессором чистой математики в 1835—1836 годах был Карл Купфер; химию преподавал в 1833—1841 годах надворный советник И. Я. Скальский.
Всего было произведено пять выпусков физико-математического лицея с числом выпущенных с правом на чин XIV класса — 147 человек. К концу 1830-х годов популярность лицея сильно упала и желающих поступить на первый курс больше не находилось.
Выдающиеся выпускники: А. С. Афанасьев (1829—1835), А. Н. Горонович (? — 1835), В. В. Каталей (1836), Д. И. Журавский (1838), Н. И. Миклуха, Константин и Николай и Александр Сементовские, механик П. И. Собко, И. М. Клейнгауз.

## Нежинский юридический лицей (1840—1875)
Высочайшим указом императора Николая I от 24 апреля (6 мая) 1840 года лицей изменил профиль своей работы и был преобразован в Юридический лицей князя Безбородко. Отныне главной целью лицея становилось «распространение основательных сведений по части отечественного законодательства». Отныне Нежинский лицей превратился в школу для подготовки чиновников. Курс обучения в лицее был трехлетним. Окончившие получали права на чин XII или XIV классов по «Табели о рангах».
Обращает на себя внимание практическая направленность преподавания в лицее: в его программе почти не было общетеоретических предметов. Изучалась только энциклопедия законоведения, но не было ни римского права, ни международного, ни политической экономии, характерных тогда для юридических факультетов университетов. Основной задачей было доскональное изучение Свода законов Российской империи. Соответственно разделам Свода были распределены и профессорские кафедры. Для общеобразовательных предметов кафдр было создано две: а) русской истории, русской и всеобщей статистики, б) теории поэзии и русской словесности.

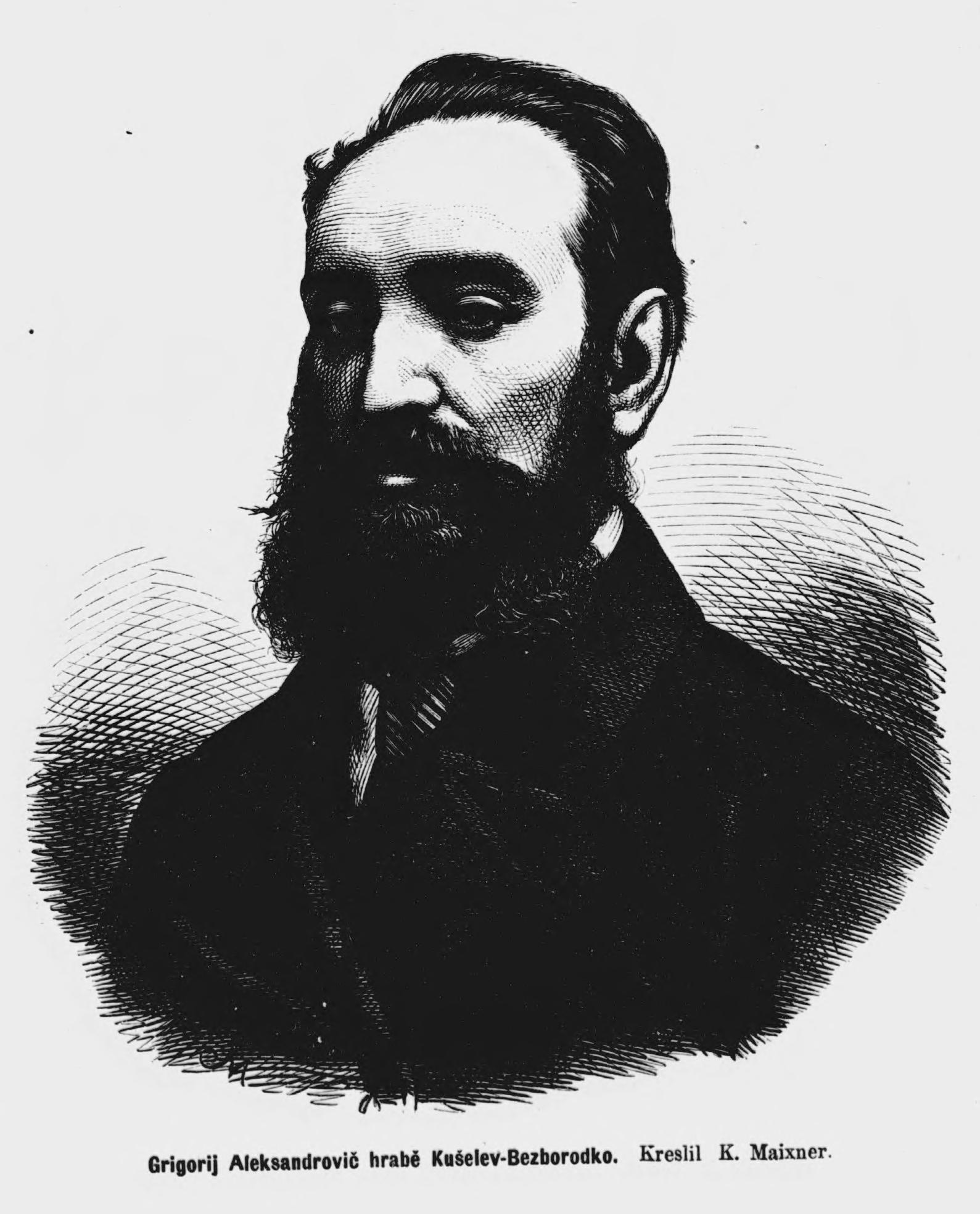
Г. А. Кушелев-Безбородко

Вместе с преобразованием лицея в 1840 году при нём была открыта гимназия как «приуготовительное к Лицею заведение», которая впоследствии стала классической гимназией при лицее, затем — при историко-филологическом институте и действовала до 1920 года. До 1863 года при лицее был интернат.
В 1855 году попечителем лицея стал Г. А. Кушелев-Безбородко.
Директора: Х. А. Экеблад (1840—1855), М. М. Могилянский (1855—1856), Е. П. Стеблин-Каминский (1856—1866), Е. В. Гудима (1866—1869), М. К. Чалый (1869—1875).
Преподаватели: Н. Х. Бунге (1845—1850; законы казённого управления), П. Н. Даневский (1843—1853; гражданские законы), И. А. Максимович (1842—1869; уголовные и полицейские законы). Энциклопедию законоведения и государственных законов преподавали А. К. Циммерман (1840—1859) и М. Д. Затыркевич (1859—1876).
В начале 1860-х годов Нежинский лицей стал быстро терять популярность, около 1863 года даже составлялись проекты о его преобразовании или закрытии, но судебная реформа вновь вдохнула в него жизнь. Количество поступающих на первый курс резко увеличилось и в 1869 году достигало 200 человек. При этом количество студентов выпускного третьего курса доходило до 40 и более. Однако уровень преподавания в лицее продолжал подвергаться серьёзной критике, в связи с чем Министерство народного просвещения даже отказало ему в праздновании 50-летия со дня основания.
В 1871 году лицей был поддержан богатыми денежными пожертвованиями княгини Е. И. Суворовой, бывшей раньше замужем за графом Н. А. Кушелевым-Безбородко. Но уже с 1872 года число студентов вновь стало уменьшаться, а через два года прием на первый курс был и вовсе прекращен.
За время существования Нежинского юридического лицея из него было произведено 34 выпуска. За это время с правом на чин XII класса было выпущено 436 студента, на чин XIV класса — 402 студента.
Выдающиеся выпускники: К. Е. Троцина, Н. К. Ренненкампф (в 1849), Н. С. Самокиш, Ф. К. Богушевич (1865—1868), Л. И. Глебов, Н. В. Гербель, Ф. И. Стравинский.

## Нежинский историко-филологический институт (1875—1919)
По Высочайше утверждённому мнению Государственного совета 20 ноября (2 декабря) 1874 года Нежинский юридический лицей был преобразован в Историко-филологический институт князя А. А. Безбородко. Преобразование было осуществлено в 1875 году. Первым директором института был назначен Н. А. Лавровский.

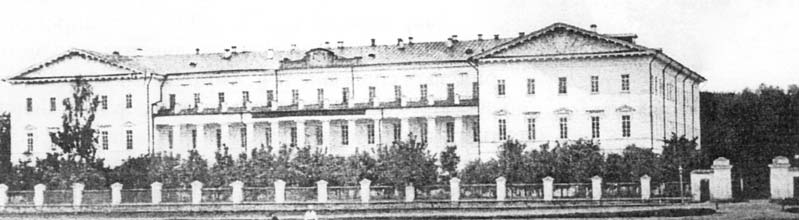
Здание нежинского историко-филологического института. Фотография XIX века.

Согласно Высочайше утвержденному 21 апреля (3 мая) 1875 года уставу, историко-филологический институт должен был «приготовлять учителей древних языков, русского языка и словесности и истории для средних учебных заведений ведомства Министерства народного просвещения».
В институте имелось два факультета: исторический и филологический. Профессорско-преподавательский состав был в основном постоянный, но иногда приезжали читать лекции именитые профессора из Киева.
«Штатное число студентов — 100, но до этой цифры число их не доходило никогда… В последние годы число студентов не превышало 40—42; из них оканчивало курс от 8 до 11. Многие из окончивших, особенно в последнее время, не получали учительских назначений». За период 1879—1916 гг. институт подготовил всего около 500 учителей.
С 3 ноября 1882 года директором историко-филологического института был Николай Ефремович Скворцов, с 21 июля 1893 года — Фридрих Фердинанович Гельбке, со 2 сентября 1907 года — статский советник Иван Иванович Иванов, в 1913—1916 гг. — И. Э. Лециус, в 1916—1918 гг. —  И.П. Козловский, с 1918 последним директором историко-филологического института был философ и богослов Павел Васильевич Тихомиров.
В сентябре 1894 года при институте было открыто Нежинское историко-филологическое общество, которое существовало до 1919 года. В его работе принимали участие выпускники и преподаватели института: М. Н. Сперанский, В. К. Пискорский, В. И. Савва, П. А. Заболотский, В. В. Данилов, Н. И. Резанов и др. Его председателями были: Ф. Ф. Гельбке, М. Н. Бережков, А. В. Добиаш, П. В. Тихомиров, А. Г. Турцевич. Обществом было выпущено 10 томов «Сборника Нежинского историко-филологического общества».

## Преемники лицея
Как Нежинский историко-филологический институт князя А. А. Безбородко бывший лицей существовал до 1919 года. В 1919 году на его базе был создан Научно-педагогический институт, переименованный впоследствии в Институт народного образования, а с 1934 года — в Нежинский педагогический институт (в 1939 году получивший имя Н. В. Гоголя). В 2004 году он преобразован в Нежинский государственный университет имени Н. В. Гоголя.

## Комментарии
1. ↑  В это же период до декабря 1821 года, его сын Платон, преподавал в гимназии латинский язык.
2. ↑  Граф А. Г. Кушелев-Безбородко лично пригласил Ясновского занять эту должность и определил на неё 4 февраля 1827 года, однако появился в Нежине Ясновский только 5 октября 1827 года. До этого исполнял обязанности директора старший профессор математических наук Казимир Варфоломеевич Шапалинский.
3. ↑  Из 7-го класса перешёл в Ришельевский лицей.
4. ↑  Перешёл в Ришельевский лицей.
5. ↑  Им был составлен обстоятельный биографический очерк К. М. Базили.
6. ↑  Его дядя, старший профессор политических наук Михаил Васильевич Билевич, преподавал в гимназии с 1821 года (первоначально 2 года — немецкую словесность). До этого он в течение 15 лет он был учителем естественных наук и немецкого языка в Новгород-Северской гимназии, в которой он, кроме того, в разное время преподавал коммерцию, технологию и «опытную физику»; именно его и его единомышленников Гоголь называл «профессорами-школярами».
7. ↑  Я. П. Бальмен впервые проиллюстрировал книгу «Кобзарь» Тараса Шевченко — см. формуляр Архивная копия от 20 февраля 2014 на Wayback Machine
8. ↑  Его братья, Пётр и Павел окончили гимназию в 1829 году.
9. ↑  С 11 мая 1835 года Экеблад исправлял должность директора Лицея. Дата обращения: 12 мая 2020. Архивировано 10 марта 2022 года.
10. ↑  Константин Елисеевич Троцина родился в 1827 году; был председателем Нежинской межевой комиссии и первым председателем Черниговской губернской земской управы. Написал книгу «Исторія судебныхъ учрежденій въ Россіи».